# Ифанеш
Ифанеш (порт. Ifanes, мирандск. Anfainç)  —  бывший район (фрегезия) в Португалии,  входил в округ Браганса. Являлся составной частью муниципалитета  Миранда-ду-Дору. По старому административному делению входил в провинцию Траз-уж-Монтиш и Алту-Дору. Входил в экономико-статистический  субрегион Алту-Траз-уш-Монтеш, который входит в Северный регион. Население составляло 1557 человек на 2001 год. Занимал площадь 28,51 км².
При реорганизации 2012-2013 годов был объединён с Параделой. 